# Masala chai

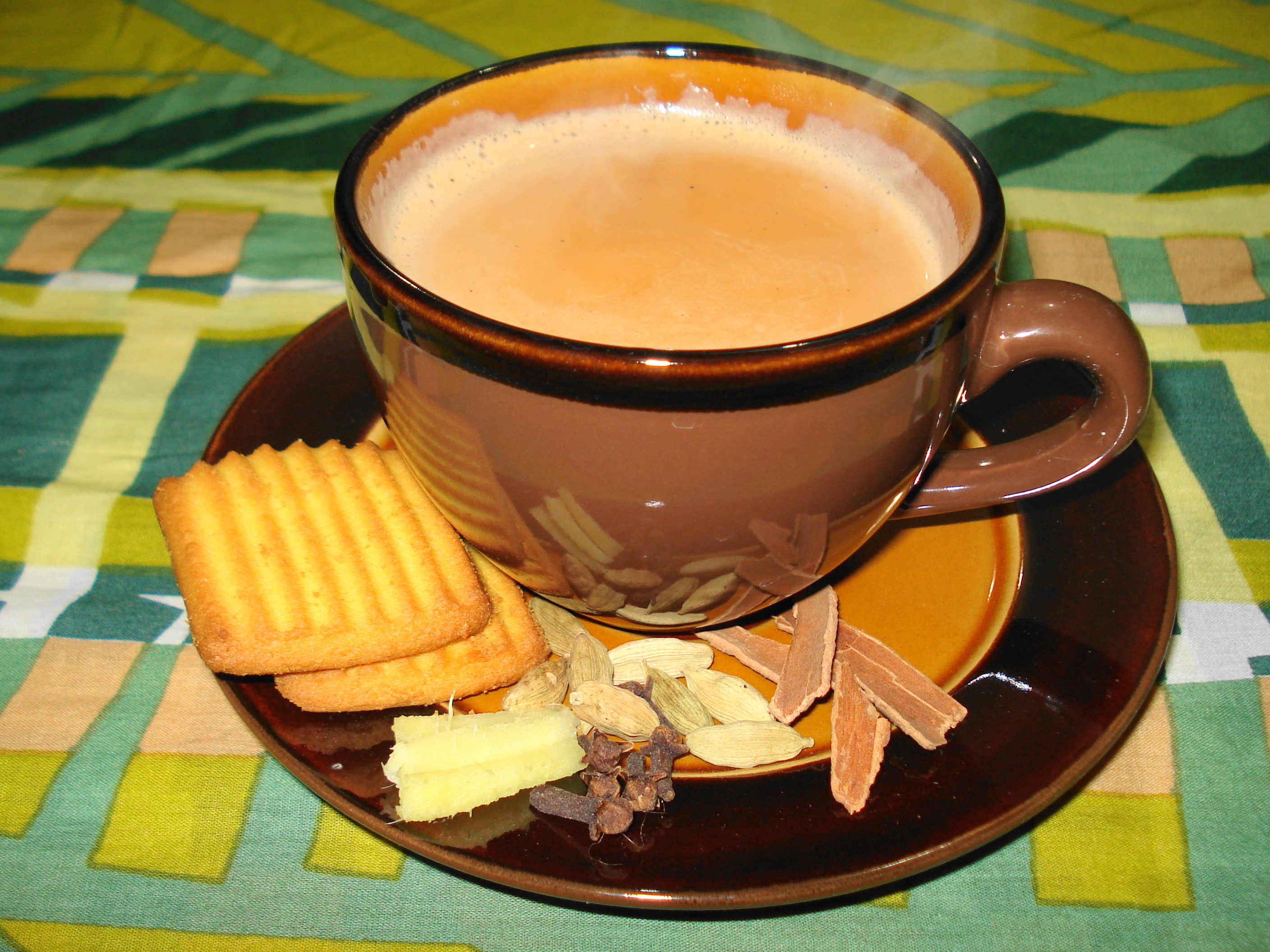
Šálek Masala chai

Masala chai (hindsky मसाला चाय, česky čaj s kořením, anglicky chai tea, chai latte, chai tea latte) je čaj se směsí koření původem z Indie podávaný s mlékem.

## Historie
Podle legend sahá historie tohoto nápoje 5000-9000 let do minulosti. Vznikl prý na popud krále, který se snažil podle principů ajurvédy vytvořit očistný a oživující nápoj. Už v minulosti existovaly různé recepty a způsoby přípravy, nejčastěji používaná koření jako kardamom, zázvor, hřebíček, dlouhý pepř a skořice mají nicméně dle ajurvédy léčivé a stimulační účinky a podporují trávení.
 

Čaj se začal do nápoje přidávat až poté, co Britové začali v Indii kultivovat planě rostoucí čajovník a založili r. 1835 v Assamu první čajové plantáže. Zprvu byl ovšem pro Indy příliš drahou složkou, masově dostupný se stal až v 60. letech 20. století s mechanizovaným způsobem zpracování čaje do granulí metodou CTC.

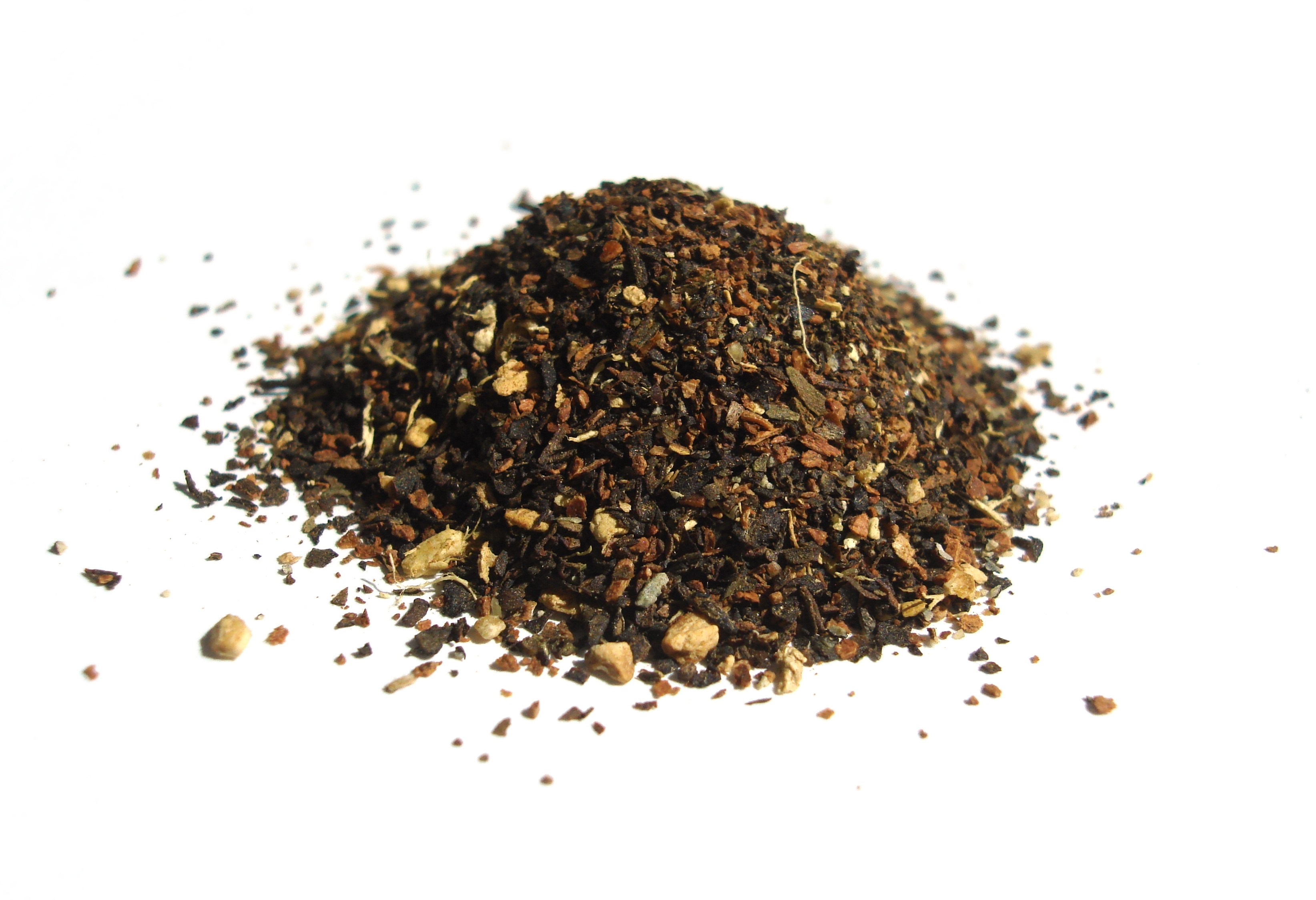
Masala chai

## Složení
Masala chai pochází z Indie, kde v každém státě mají jiný zvyk jak připravovat poměr koření pro tento čaj. Je proto složité říci jaké koření a v jakém poměru je správně. Například v západní Indii vůbec nepoužívají hřebíček a černý pepř. V Kašmíru připravují masala chai ze zeleného čaje. V Bhópálu přidávají do masala chai špetku soli.

### Čaj
Masala chai je připravován z černého čaje. V Kašmíru je místo černého čaje používán zelený čaj.

### Koření
Základní složkou koření v Masala chai vždy tvoří zázvor a kardamom. Další koření je použito podle zvyku v dané části Indie nebo i dle zvyku v rodině. 
Doplňující koření:
- Skořice
- Anýz
- Fenykl
- Badyán
- Pepř
- Muškátový oříšek
- Hřebíček
- Nové koření
- Koriandr setý
- Pomerančová kůra
- Chilli
- Růžové aroma
- Lékořice
- kmín
- Kurkuma
- Mandle
- Šafrán

Nejčastější kombinace koření v Masala chai, nabízeného v indii je následující:
zázvor, kardamom, skořice, anýz, fenykl, pepř, muškátový oříšek a hřebíček.

### Mléko
V Indii se používá buvolí mléko, v západních zemích se používá mléko kravské nebo sojové. Množství mléka v poměru k čaji záleží na osobních preferencích, typicky se mléko dávkuje mezi ¼ až ½ na šálek čaje.

### Sladidlo
Sladit je možno dle chuti cukrem, třtinovým cukrem, nebo medem.

## Yogi čaj a další názvy
Masala chai se také prodává pod názvem Yogi čaj. Jeho historie souvisí s působením indického duchovního Yogi Bhajana (vlastním jménem Harbhajan Singh), který v roce 1968 přijel na západ učit kundalini jógu a propagovat sikhismus a ajurvédu. Na svých lekcích servíroval i masala chai, který se stal mezi jeho žáky velmi populární. Yogi Bhajan recept zveřejnil a na jeho základě začala být masala chai prodávána pod značkou Yogi Tee.
Masala chai se v restauracích a čajovnách též nabízí pod názvy indický kořeněný čaj nebo ajurvédský čaj.